# Colt Cobra
O Colt Cobra é um revólver de cano curto leve, em alumínio, de ação dupla, que não deve ser confundido com o Colt King Cobra, outro revólver da Colt. O Cobra foi manufaturado nos calibres .38 Special, .38 New Police, .32 Colt New Police e .22 LR. Possui capacidade para seis cartuchos, e foi vendido pela Colt de 1950 a 1981. Em dezembro de 2016, foi anunciado que a Colt produziria uma nova leva do Colt Cobra, feito em aço e com mira de fibra óptica. Este modelo foi lançado no início de 2017.

## Desenvolvimento do produto e uso
O Cobra foi feito em dois modelos: o First Model, fabricado de 1950 a 1971, e pesando 15 oz (430 g) descarregado, com um cano de 2 pol (51 mm), e um Second Model melhorado, fabricado de 1972 a 1981, reconhecível por seu extrator envolto, com um peso descarregado de 16 oz (450 g). O cobra tem o mesmo tamanho geral e configuração que o famoso Colt Detective Special, e usa o mesmo corpo de tamanho "D", com a exceção de que o corpo do Cobra é construído em uma liga de alumínio leve, em comparação com o corpo totalmente em aço do Detective Special. No meio da década de 60, o punho do Detective Special e do Cobra foi encurtado, ficando com o mesmo tamanho do punho do Agent.
O Cobra foi produzido em calibres .38 Special, .32 Colt New Police, .22 LR, e alguns poucos raros em .38 S&W. O Cobra .38 Special estava disponível com canos de 2
 polegadas (51 milímetros), 3
 polegadas (76 milímetros), 4
 polegadas (100 milímetros) e 5
 polegadas (130 milímetros). A versão de calibre .32 estava disponível com canos de 2
 polegadas (51 milímetros) e 3
 polegadas (76 milímetros). O .22 LR estava disponível apenas com cano de 3
 polegadas (76 milímetros).
Os Cobras padrão eram oxidados, com punhos arredondados. O .38 Special com cano de 2 polegadas estava disponível com acabamento niquelado, a um custo adicional. Os modelos iniciais também tinham a opção de um punho quadrado.
Foi anunciado em 2016 que a Colt iria relançar o Colt Cobra em 2017. O Third Model (2017-presente) é oferecido somente como um revólver de 6 cartuchos de simples/dupla ação no calibre .38 Special (com capacidade para +P) com um cano de 2 polegadas. Esse modelo é oferecido com um acabamento fosco em aço inoxidável, e tem um peso descarregado de 25 oz (710 g).

## Subvariantes de produção

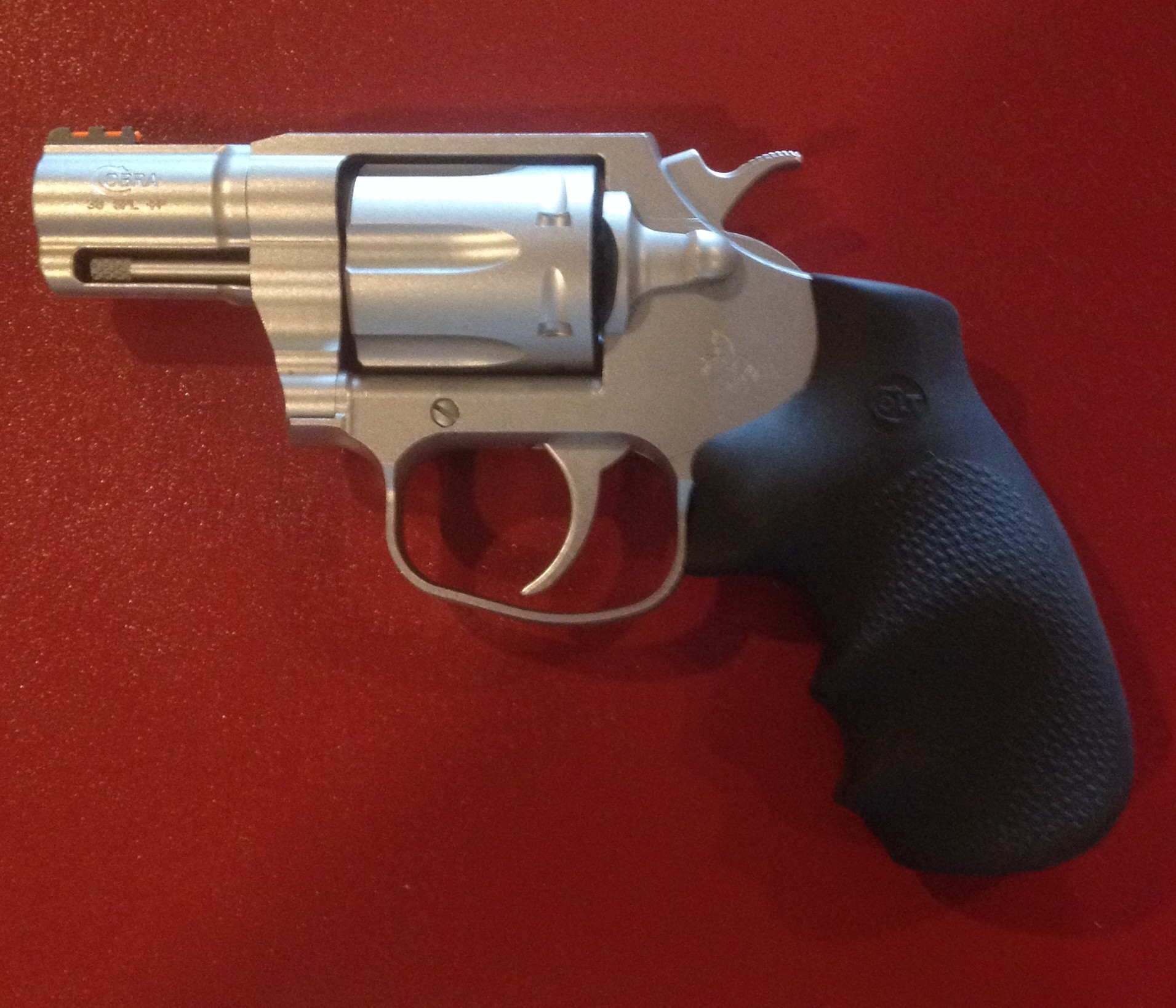
Foto do relançamento de 2017 do Colt Cobra.

### ColtAircrewman
O Aircrewman era uma versão ultraleve do Detective Special, construído em liga de alumínio, e fabricado entre 1951 e 1957, para uso pelas tripulações da Força Aérea dos Estados Unidos. Eles são distinguidos por seu medalhão dourado da Força Aérea no lugar do medalhão prateado da Colt nos punhos de madeira axadrezada, bem como o tambor feito de liga de alumínio. Após dois anos de fornecimento, relatórios de falhas do tambor e/ou do corpo começaram a afligir o Aircrewman e seu concorrente da Smith & Wesson, o Smith & Wesson Model 12, apesar de fornecer um cartucho militar .38 Special dedicado, de baixa pressão, o Caliber.38 Ball, M41. No entanto, as fraturas nos tambores continuaram, e as armas foram eventualmente retiradas de uso.

### ColtCourier
O Courier foi produzido nos calibres .22 Long Rifle, 32 Colt NP, 32 S&W Long e Short. O corpo e o tambor são feitos de liga de alumínio leve. Foi fabricado entre 1954 e 1956. Aproximadamente 3000 foram produzidos nos dois anos.

### ColtAgent
O Colt Agent foi outro modelo similar ao Cobra. Os Agents originais possuíam alta qualidade, com acabamentos polidos e punhos de nogueira axadrezados. A parte inferior dos punhos do Agent eram um pouco mais curtos do que os do Cobra, o que permitia escondê-los melhor. No final da década de 60, o punho do Cobra e do Detective Special foram encurtados, ficando com tamanho similar a este. O Agent original pesava 14 oz (400 g) e estava disponível apenas em calibre .38 Special, com um cano de 2 polegadas e acabamento oxidado. Foi fabricado de 1955 a 1979. Uma versão revisada do Agent foi lançada em 1973, com um cano envolto, pesando 16 oz (450 g). Em 1984, o Agent foi revivido brevemente pela Colt, agora com um acabamento fosfatado; a produção continuou até 1986, tornando o Agent uma versão mais barata do Cobra.

### ColtViper
O Viper era essencialmente uma versão do Cobra com cano de 4 polegadas, com calibre .38 Special. Introduzido em 1977 e produzido somente nesse ano, o Viper não vendeu tão bem quanto a Colt esperava, e foi descontinuado. Recentemente, devido à sua manufatura limitada, o Viper se tornou altamente colecionável. Peças em boa condição costumam ter preços incomumente altos.[carece de fontes?]

## Munição
Alguns recomendam contra o uso de cartuchos .38 Special marcados como +P nos revólveres Colt de corpo em alumínio, já que o Cobra foi projetado muito antes da designação "+P". Outros apontam que as munições +P possuem a mesma pressão que a munição de pressão regular antes do Instituto das Fabricantes de Armas e Munições Esportivas (SAAMI) diminuir os padrões em 1972, devido à pedidos das indústrias. Eles apontam que as cargas após 1972 são meramente munições de pressão normal, marcadas como "+P". Alguns especialistas efetuaram testes consideráveis, para provar que os cartuchos .38 Special +P não são realmente carregadas com pólvora adicional.
Nos manuais do proprietário de alguns revólveres Cobra pós-1972, a Colt recomenda o uso de munição +P somente para os Cobra Second Model, com a estipulação de que a arma seja devolvida à fábrica para inspeção a cada 1 000 tiros (comparado com um intervalo de 2 000 a 3 000 tiros para o Detective Special Second Model, de corpo em aço).
O Colt Cobra da reintrodução de 2017 está classificado como capaz de aceitar munições +P.
O Cobra nunca deve ser usado com munições de pressão extrema +P+, já que não existem padrões industriais para tais cargas.

## Usuários notáveis
- Jack Ruby usou um Colt Cobra .38 para matar Lee Harvey Oswald em 24 de novembro de 1963, enquanto oficiais da polícia de Dallas, Texas estavam transportando Oswald da prisão da cidade para a prisão do estado.[6] A infame arma foi comprada por US$ 220 000 em um leilão da Herman Darvick Autograph Auctions, em Nova Iorque, em 26 de dezembro de 1991, pelo colecionador Anthony V. Pugliese III, de Delray Beach, Flórida. Ela foi consignada pelo irmão de Jack Ruby, Earl Ruby.[7]
- Lee Marvin carregava dois Colt Cobras enquanto interpretava o Tenente-Detetive Frank Balinger do Departamento de Polícia de Chicago na série de TV M Squad.
- Monika Ertl usou um Colt Cobra .38 para matar Roberto Quintanilla, o homem que cortou as mãos do corpo de Che Guevara, em 1971.